# Шиланша
Шиланша (кайт. Шшиланшша) — село в Кайтагском районе Дагестана.

## География
Село Шиланша расположено на высоте 1392 метра над уровнем моря. Ближайшие населённые пункты — Шурагат, Варсит, Сурхавкент, Кирки, Турагат, Улуз.

## Население
| 1888 | 1895 | 1926 | 1939 | 1970 | 1989 | 2002 |
| ---- | ---- | ---- | ---- | ---- | ---- | ---- |
| 104  | ↗109 | ↘99  | ↗115 | ↗142 | ↘126 | ↘81  |
| 2010 | 2021 |      |      |      |      |      |
| ↗82  | ↘78  |      |      |      |      |      |